# Ambasada Namibii w Berlinie
Ambasada Namibii w Berlinie – misja dyplomatyczna Republiki Namibii w Republice Federalnej Niemiec.
Ambasador Republiki Namibii w Berlinie oprócz Republiki Federalnej Niemiec akredytowany jest również w Republice Czeskiej (od 2017), Rzeczypospolitej Polskiej (od 2010), przy Stolicy Apostolskiej (od 2007) i w Republice Turcji (od 2008).

## Historia
W lipcu 1992 otwarto Ambasadę Namibii w Bonn. W lipcu 1999 została ona przeniesiona do Berlina.